# Alan Grover
Alan Geoffrey Grover (* 24. September 1944 in Sydney; † 12. Mai 2019) war ein australischer Steuermann im Rudern. 1968 gewann er mit dem australischen Achter eine olympische Silbermedaille.

## Sportliche Karriere
Der 1,67 m große Alan Grover steuerte bei den Olympischen Spielen 1964 in Tokio den Vierer mit Steuermann mit Gary Herford, Alfred Duval, Mick Allan und John Campbell. Die Crew erreichte im Vorlauf den vierten Platz und im Hoffnungslauf den dritten Platz. Mit einem vierten Platz im B-Finale belegten die Australier in der Gesamtwertung den zehnten Platz.
Bei den Olympischen Spielen 1968 in Mexiko-Stadt trat der australische Achter in der Besetzung Alfred Duval, Michael Morgan, Joseph Fazio, Peter Dickson, David Douglas, John Ranch, Gary Pearce, Robert Shirlaw und Alan Grover an. Die Australier belegten im Vorlauf den zweiten Platz hinter dem Deutschland-Achter und vor dem Boot aus der Tschechoslowakei. Im Hoffnungslauf gewannen die Australier vor dem Boot aus der UdSSR. Im Finale siegten die Deutschen mit etwa einer Sekunde Vorsprung vor den Australiern, eine weitere Sekunde dahinter gewann der Achter aus der Sowjetunion die Bronzemedaille.
Vier Jahre später bei den Olympischen Spielen 1972 in München startete der australische Achter in der Besetzung John Clark, Michael Morgan, Bryan Curtin, Richard Curtin, Robert Paver, Kerry Jelbart, Gary Pearce, Malcom Shaw und Alan Grover. Die Australier belegten im Vorlauf den vierten Platz hinter den Booten aus der UdSSR, den Niederlanden und der DDR. Mit einem Sieg im Hoffnungslauf erreichten die Australier das Halbfinale, dort belegten sie den fünften Platz. Im B-Finale erreichten sie den zweiten Platz und belegten damit in der Gesamtwertung den achten Rang.
Alan Grover gehörte dem Sydney Rowing Club an. Von 1987 bis 2012 war er Angestellter des Australian Olympic Committee.